# Sochchora donatella
Sochchora donatella là một loài bướm đêm thuộc họ Pterophoridae. Nó được tìm thấy ở Brasil, British Guyana, Venezuela và Peru.
Sải cánh dài khoảng 14 mm. Con trưởng thành bay vào tháng 7.